# Mistrzostwa Świata w Lekkoatletyce 2011 – bieg na 110 m przez płotki mężczyzn
Bieg na 110 metrów przez płotki mężczyzn – jedna z konkurencji rozegranych podczas lekkoatletycznych mistrzostw świata na Daegu Stadium w Daegu. 
Obrońcą tytułu mistrzowskiego z 2009 roku był reprezentant Barbadosu Ryan Brathwaite. 
Zwycięzca biegu finałowego – Kubańczyk Dayron Robles został zdyskwalifikowany za utrudnianie biegu zawodnikowi z sąsiedniego toru – Liu Xiangowi.

## Terminarz
| Data       | Godzina |            |
| ---------- | ------- | ---------- |
| 2 września | 10:20   | Eliminacje |
| 3 września | 19:15   | Półfinał   |
| 3 września | 21:00   | Finał      |

## Rekordy
Tabela prezentuje rekord świata, rekordy poszczególnych kontynentów, mistrzostw świata, a także najlepszy rezultat na świecie w sezonie 2011 przed rozpoczęciem mistrzostw.
|                                                | Zawodnik           | Wynik | Miejsce        | Data                  |
| ---------------------------------------------- | ------------------ | ----- | -------------- | --------------------- |
| Rekord świata                                  | Dayron Robles      | 12,87 | Ostrawa        | 12 czerwca 2008(dts)  |
| Listy światowe                                 | David Oliver       | 12,94 | Eugene         | 4 czerwca 2011(dts)   |
| Rekord mistrzostw świata                       | Colin Jackson      | 12,91 | Stuttgart      | 20 sierpnia 1993(dts) |
| Rekord Afryki                                  | Shaun Bownes       | 13,29 | Heusden-Zolder | 14 czerwca 2001(dts)  |
| Rekord Azji                                    | Liu Xiang          | 12,88 | Lozanna        | 11 czerwca 2006(dts)  |
| Rekord Ameryki Północnej, Środkowej i Karaibów | Dayron Robles      | 12,87 | Ostrawa        | 12 czerwca 2008(dts)  |
| Rekord Ameryki Południowej                     | Redelén dos Santos | 13,29 | Lizbona        | 13 czerwca 2004(dts)  |
| Rekord Europy                                  | Colin Jackson      | 12,91 | Stuttgart      | 20 sierpnia 1993(dts) |
| Rekord Australii i Oceanii                     | Kyle Vander Kuyp   | 13,23 | Göteborg       | 11 sierpnia 1995(dts) |

## Rezultaty

### Eliminacje
| Poz. | Bieg | Zawodnik                | Reprezentacja     | Czas  | Uwagi |
| ---- | ---- | ----------------------- | ----------------- | ----- | ----- |
| 1    | 2    | Jason Richardson        | Stany Zjednoczone | 13.19 | Q     |
| 2    | 1    | Liu Xiang               | Chiny             | 13.20 | Q     |
| 3    | 3    | David Oliver            | Stany Zjednoczone | 13.27 | Q     |
| 4    | 2    | Dwight Thomas           | Jamajka           | 13.31 | Q     |
| 5    | 1    | Andy Turner             | Wielka Brytania   | 13.32 | Q     |
| 6    | 4    | Aries Merritt           | Stany Zjednoczone | 13.36 | Q     |
| 7    | 4    | Dayron Robles           | Kuba              | 13.42 | Q     |
| 8    | 3    | Jiang Fan               | Chiny             | 13.47 | Q, PB |
| 8    | 3    | Andrew Riley            | Jamajka           | 13.47 | Q     |
| 10   | 3    | Dimitri Bascou          | Francja           | 13.51 | q     |
| 11   | 3    | William Sharman         | Wielka Brytania   | 13.52 | q     |
| 12   | 1    | Willi Mathiszik         | Niemcy            | 13.53 | Q     |
| 12   | 1    | Richard Phillips        | Jamajka           | 13.53 | q     |
| 14   | 2    | Ronald Forbes           | Kajmany           | 13.54 | Q     |
| 15   | 4    | Paulo Villar            | Kolumbia          | 13.55 | Q     |
| 15   | 4    | Shi Dongpeng            | Chiny             | 13.55 | Q     |
| 17   | 4    | Erik Balnuweit          | Niemcy            | 13.56 |       |
| 18   | 1    | Ryan Brathwaite         | Barbados          | 13.57 |       |
| 19   | 2    | Konstantinos Douvalidis | Grecja            | 13.59 |       |
| 20   | 3    | Héctor Cotto            | Portoryko         | 13.60 |       |
| 21   | 4    | Emanuele Abate          | Włochy            | 13.63 |       |
| 21   | 4    | Othmane Hadj Lazib      | Algieria          | 13.63 |       |
| 23   | 2    | Lawrence Clarke         | Wielka Brytania   | 13.65 |       |
| 24   | 2    | Alexander John          | Niemcy            | 13.68 |       |
| 25   | 1    | Siergiej Szubienkow     | Rosja             | 13.70 |       |
| 26   | 4    | Park Tae-kyong          | Korea Południowa  | 13.83 |       |
| 27   | 3    | Lehann Fourie           | Południowa Afryka | 13.86 |       |
| 28   | 1    | Andreas Kundert         | Szwajcaria        | 13.87 |       |
| 29   | 2    | Dominik Bochenek        | Polska            | 13.96 |       |
| 30   | 2    | Balázs Baji             | Węgry             | 14.06 |       |
| 31   | 1    | Ahmad Hazer             | Liban             | 14.42 |       |
| 32   | 3    | Kim Fai Iong            | Makau             | 15.35 |       |

### Półfinał

#### Bieg 1
Godzina: 12:00
| Miejsce | Zawodnik         | Rezultat | Uwagi |
| ------- | ---------------- | -------- | ----- |
| 1       | Liu Xiang        | 13,31    | Q     |
| 2       | Dayron Robles    | 13,32    | Q     |
| 3       | Aries Merritt    | 13,32    | Q     |
| 4       | Andrew Turner    | 13,44    | q     |
| 5       | Dimitri Bascou   | 13,62    |       |
| 6       | Paulo Villar     | 13,73    |       |
| 7       | Richard Phillips | 13,76    |       |
| 8       | Willi Mathiszik  | 13,81    |       |

#### Bieg 2
Godzina: 12:08
| Miejsce | Zawodnik         | Rezultat | Uwagi |
| ------- | ---------------- | -------- | ----- |
| 1       | Jason Richardson | 13,11    | Q     |
| 2       | David Oliver     | 13,40    | Q     |
| 3       | William Sharman  | 13,51    | Q     |
| 4       | Dwight Thomas    | 13,56    | q     |
| 5       | Shi Dongpeng     | 13,57    |       |
| 6       | Ronald Forbes    | 13,67    |       |
| 7       | Fan Jiang        | 13,71    |       |
| 8       | Andrew Riley     | 13,75    |       |

### Finał
| Poz. | Zawodnik         | Reprezentacja     | Czas  | Uwagi |
| ---- | ---------------- | ----------------- | ----- | ----- |
|      | Jason Richardson | Stany Zjednoczone | 13,16 |       |
|      | Liu Xiang        | Chiny             | 13,27 |       |
|      | Andy Turner      | Wielka Brytania   | 13,44 |       |
| 4    | David Oliver     | Stany Zjednoczone | 13,44 |       |
| 5    | William Sharman  | Wielka Brytania   | 13,67 |       |
| 6    | Aries Merritt    | Stany Zjednoczone | 13,67 |       |
|      | Dayron Robles    | Kuba              |       | DQ    |
|      | Dwight Thomas    | Jamajka           |       | DNF   |